# 布萊克斯普林斯鎮區 (阿肯色州蒙哥馬利縣)
布萊克斯普林斯鎮區（英語：Black Springs Township）是位於美國阿肯色州蒙哥馬利縣的一個行政鎮區。

## 地方資料
布萊克斯普林斯鎮區的面積為271.36平方千米，當中陸地面積為270.91平方千米，而水域面積為0.45平方千米。根據2010年美國人口普查的數據，當地共有人口575人，而人口密度為每平方千米2.12人。